# Tłumackie

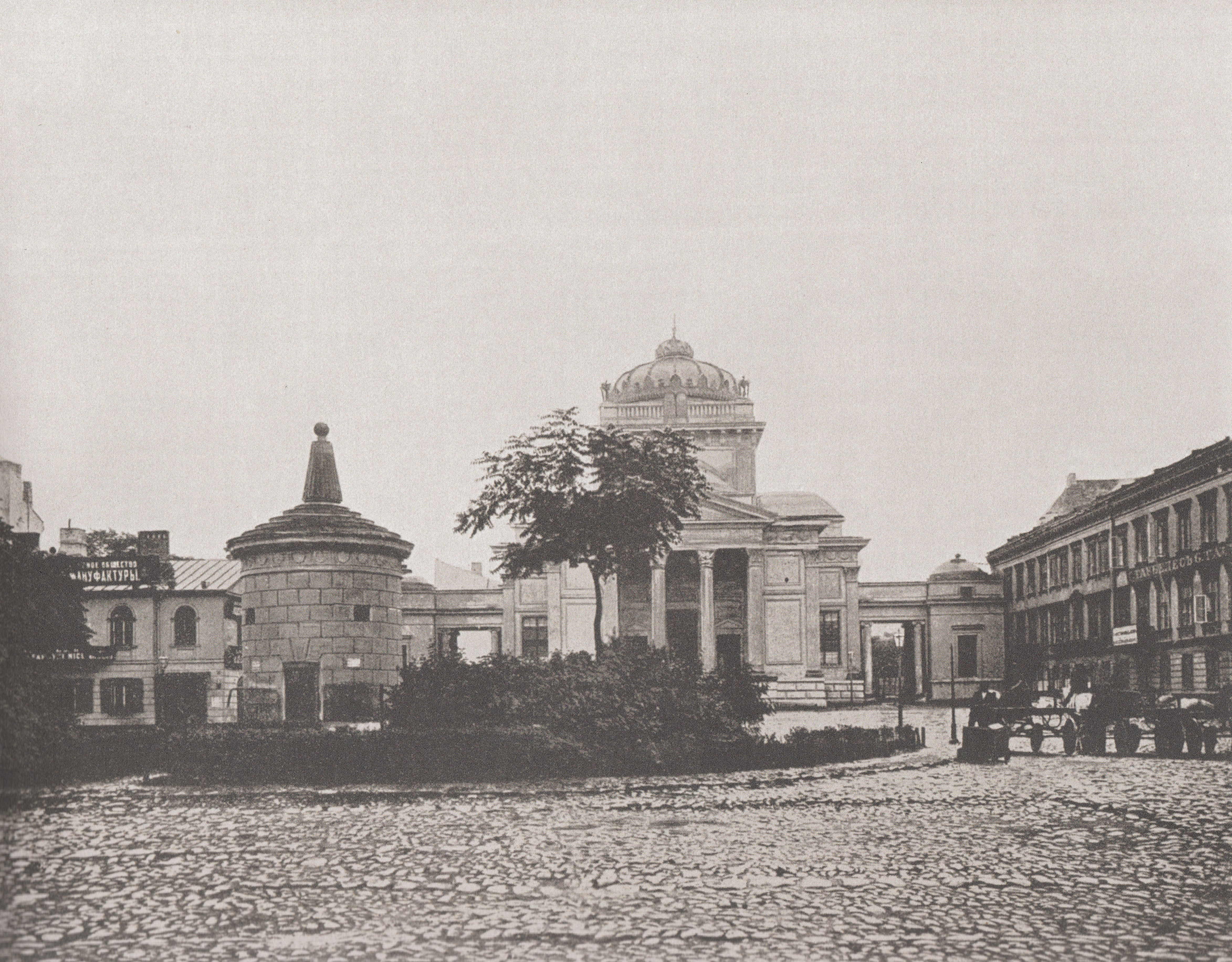
Placyk Tłumackie pod koniec XIX wieku

Tłumackie lub Tłomackie – jurydyka założona w 1749 przez starostę tłumackiego Eustachego Potockiego. 

## Historia
W 1714 Eustachy Potocki nabył grunty znajdujące w jurydyce Leszno, które w 1749 oddzielił od Leszna i założył nową jurydykę. Była to jedna z najmniejszych warszawskich jurydyk. Znajdowała się między późniejszymi ulicami: Przejazd, Długą, Bielańską i Rymarską. 
W 1779 znaczną liczbę posesji w jurydyce zakupił bankier i przedsiębiorca budowlany Karol Schultz, który zaczął je zabudowywać według planu opracowanego w 1783 przez Szymona Bogumiła Zuga. Ulicę łączącą Leszno z ul. Bielańską poszerzono na znacznym odcinku tworząc placyk Tłumackie z niskim wodozbiorem w kształcie walca, nazywanym Grubą Kaśką. Przy placyku wzniesiono różnej wielkości kamienice. Było to jedno z najważniejszych przedsięwzięć urbanistycznych Warszawy okresu Oświecenia.
W latach 1791–1794 jurydyka została włączona do Warszawy.
Współcześnie przez teren dawnej jurydyki przebiega al. „Solidarności” (Trasa W-Z). Do nazwy dawnej ulicy-placyku Tłumackie nawiązuje nazwa ul. Tłomackie.